# بن هالوران
بن هالوران (انگلیسی: Ben Halloran؛ زادهٔ ۱۴ ژوئن ۱۹۹۲) یک بازیکن فوتبال اهل استرالیا است.
وی همچنین در تیم ملی فوتبال استرالیا بازی کرده‌است.